# Степь Рхайта
Степь Рхайта — упразднённый населённый пункт в Харабалинском районе Астраханской области России. Входил в состав Тамбовского сельсовета. Исключен из учётных данных в 1997 г.

## География
Населённый пункт находился на востоке Астраханской области, на окраине песков Урхайте, на расстоянии примерно 37 километров (по прямой) к востоку от города Харабали.
Климат умеренный, резко континентальный. Характеризуется высокими температурами летом и низкими — зимой, малым количеством осадков, а также большими годовыми и летними суточными амплитудами температуры воздуха.

## История
В 1960 году посёлок Рхайта включен в состав Тамбовского сельсовета. Исключено из учётных данных законом Астраханского облсобрания от 21 июля 1997 года № 25.